# Mark Jindrak
Mark Robert Jindrak (Auburn, Nueva York; 26 de junio de 1977) es un luchador profesional y actor estadounidense, conocido por sus apariciones con World Championship Wrestling (WCW) y World Wrestling Entertainment (WWE) como Mark Jindrak. Actualmente lucha en el circuito independiente bajo su nombre real y también competía en México para el Consejo Mundial de Lucha Libre (CMLL) con el nombre Marco Corleone. En este último permaneció tres años, hasta que pasó a la promoción rival, la Asistencia Asesoría y Administración (AAA), en marzo de 2009. 
Jindrak es una vez Campeón Mundial al haber ganado en una ocasión el Campeonato Mundial Peso Pesado del CMLL. 
Jindrak jugó para el equipo de baloncesto de la universidad de Keuka, en Nueva York.

## Carrera

### World Championship Wrestling (2000–2001)
Jindrak se capacitó en WCW Power Plant bajo Paul Orndorff y fue ascendido al roster principal de WCW en junio de 2000 bajo la era de Vince Russo, donde formó equipo con su compañero graduado Sean O'Haire. En agosto de 2000, Jindrak y O'Haire ayudaron a formar el Natural Born Thrillers con Mike Sanders, Shawn Stasiak, Chuck Palumbo, Johnny "The Bull" Stamboli y Reno. Eran entrenados por Kevin Nash.
En septiembre de 2000, Jindrak ganó el WCW World Tag Team Championship con O'Haire por primera vez, a pesar de ser relativamente nuevo en el negocio. La pareja iba a ganar el oro en parejas de WCW una vez más antes de su separación a principios de enero de 2001, cuando comenzará a hacer equipo con Stasiak Instead. El equipo duró un corto tiempo.

### World Wrestling Federation/ Entertainment (2001–2005)
Después de que World Wrestling Federation comprara WCW en marzo de 2001, Jindrak entró a la empresa en julio del 2001 como parte de La Alianza, que invadió el roster de WWF como parte del Storyline de La Invasión (por miembros de ECW y WCW). Durante julio, Jindrak luchó únicamente en Dark Matches y en House Shows de la empresa. Su debut y único combate televisado ese año en WWF fue el 28 de julio en Jakked derrotando a Jerry Lynn. A finales de agosto de este año, Mark Jindrak fue enviado a la Heartland Wrestling Association. Allí Jindrak era miembro del Team WCW junto a Mike Sanders, Johnny The Bull, Reno, Jason Jett, Lash LeRoux, Shannon Moore, Evan Karagias, Kwee Wee, Elix Skipper y Jamie Knoble. Sin embargo en octubre fue trasladado Ohio Valley Wrestling (OVW) para mejorar sus habilidades. Sin embargo en marzo de 2002, Jindrak sufrió una lesión en la rodilla. Tras recuperarse, hizo algunas apariciones en Sunday Night HEAT a finales de 2002, derrotando a luchadores como Justin Credible, Raven, Mike Owens, y Stevie Richards. A principios de 2003, Jindrak se unió a Garrison Cade para formar el equipo "Bolin Services", manejados por Kenny Bolin.
Como dato curioso Triple H dijo en su biografía de 2013 que en un principio el iba a ser parte del stable Evolution e incluso grabó varios vídeos promocionales, pero al final sería sustituido por Batista

### Japón (2006)
Jindrak hizo una gira por New Japan Pro Wrestling en 2006, donde era utilizado principalmente como una carta baja. Sin embargo, dio más de una sorpresa al ganarle al veterano Osamu Nishimura durante la gira. Mark Jindrak también participó con otros excompañeros en WWE como Matt Morgan. La pareja apareció un corto tiempo en un reality show a principios de 2006. Más tarde aparecieron en la promoción japonesa HUSTLE, luchando en equipo como Sodoma (Jindrak) y Gomorrah (Morgan).

### Televisión mexicana (2012-2017)
Ha participado en tres telenovelas mexicanas, las tres producidas por Juan Osorio: Porque el amor manda, donde apareció como el delincuente ruso Ury Petrovsky, en Mi corazón es tuyo(2014) y en "Una Familia Con Suerte"(2011). Actualmente en la telenovela "La doble vida de Estela Carrillo" donde apareció como el terrorista de Riverside, producida por Rosy Ocampo 2017

## Vida personal
Jindrak está divorciado y tiene un hijo, Michael (nacido en 1999). Es esposo de la ex edecán del CMLL Miros Luna, con quien actualmente vive y tiene un hijo, Jerónimo. El padre de Jindrak es de ascendencia alemana y su madre de ascendencia italiana. Habla español de forma fluida. Apareció en Telenovela, en la producción de Juan Osorio Ortiz llamada Porque el amor manda interpretando a Ury Petrovsky.

## Regreso al Consejo Mundial de Lucha Libre
- Se presentaría el 16 de diciembre en "Sin Piedad".[cita requerida]

## En lucha
- Movimientos finales
  - Air Corleone / Rabid Dog[2] (Running crossbody a un oponente arrinconado)
  - Mark of Excellence / Sodom Buster[2] (Belly to back suplex side slam)
  - Left–handed knockout hook

## Campeonatos y logros
- Consejo Mundial de Lucha Libre
  - Campeonato Mundial de Peso Completo del CMLL (1 vez)
  - Campeonato Mundial de Tríos del CMLL (1 vez) – con Máximo & Rush
  - Suzuki Cup - 2007, con Kensuke Sasaki & Último Dragon[3]

- International Wrestling Revolution Group
  - Copa Higher Power Tournament (2006)[4]

- Independent/International Wrestling League
  - IWL Intercontinental Championship (1 vez)[5]

- World Championship Wrestling
  - WCW World Tag Team Championship (2 veces) – con Sean O'Haire[6]

- Pro Wrestling Illustrated
  - Situado en el Nº313 en los PWI 500 de 2012[7]
  - Situado en el Nº285 en los PWI 500 de 2013[8]